# Flugvikt i fristil i brottning vid olympiska sommarspelen 1996
Herrarnas brottningsturnering i fristil i viktklassen flugvikt vid olympiska sommarspelen 1996 avgjordes i Atlanta i Georgia World Congress Center. 

## Medaljörer
| Klass    | Guld                          | Silver                          | Brons                      |
| Flugvikt | Valentin Jordanov · Bulgarien | Namiq Abdullayev · Azerbajdzjan | Maulen Mamyrov · Kazakstan |

## Resultat
Guld- och silvermedaljörerna korades genom en klassisk turnering där vinnaren i finalen erhöll guld, och förloraren silver. Förlorarna från omgång ett fram till semifinalen fick återkvala och vinnaren fick till slut brons.
- TO — Vinst genom fall
- PA — Vinst genom att motståndaren skadats

### Huvudtabell

#### Runda 1
| Brottare 1               | Poäng  | Brottare 2                  |
| ------------------------ | ------ | --------------------------- |
| Amiran Kardanof (GRE)    | 1 - 11 | Adkham Achilov (UZB)        |
| Namiq Abdullayev (AZE)   | 7 - 0  | Lou Rosselli (USA)          |
| Hideo Sasayama (JPN)     | 6 - 0  | Roman Kollar (SVK)          |
| Carlos Varela (CUB)      | 0 - 4  | Gholamreza Mohammadi (IRI)  |
| Gregory Fitzgerald (AUS) | 0 - 10 | David Legrand (FRA)         |
| Maulen Mamyrov (KAZ)     | 10 - 0 | Gregory Woodcroft (CAN)     |
| Omar Kedjaouer (ALG)     | 0 - 10 | Volodymyr Tohuzov (UKR)     |
| Víctor Rodríguez (MEX)   | TO     | Valentin Jordanov (BUL)     |
| Chechenol Mongush (RUS)  | 11 - 4 | Constantin Corduneanu (ROU) |
| Metin Topaktaş (TUR)     |        | Bye                         |

#### Åttondelsfinaler
| Brottare 1                 | Poäng  | Brottare 2              |
| -------------------------- | ------ | ----------------------- |
| Metin Topaktaş (TUR)       | 5 - 7  | Adkham Achilov (UZB)    |
| Namig Abdullayev (AZE)     | 11 - 0 | Hideo Sasayama (JPN)    |
| Gholamreza Mohammadi (IRI) | 5 - 0  | David Legrand (FRA)     |
| Maulen Mamyrov (KAZ)       | 3 - 1  | Volodymyr Tohuzov (UKR) |
| Valentin Yordanov (BUL)    | 4 - 2  | Chechenol Mongush (RUS) |

#### Kvartsfinaler
| Brottare 1                 | Poäng  | Brottare 2             |
| -------------------------- | ------ | ---------------------- |
| Adkham Achilov (UZB)       | 0 - 11 | Namig Abdullayev (AZE) |
| Gholamreza Mohammadi (IRI) |        | Bye                    |
| Maulen Mamyrov (KAZ)       |        | Bye                    |
| Valentin Yordanov (BUL)    |        | Bye                    |

#### Semifinaler
| Brottare 1             | Poäng  | Brottare 2                 |
| ---------------------- | ------ | -------------------------- |
| Namig Abdullayev (AZE) | 10 - 0 | Gholamreza Mohammadi (IRI) |
| Maulen Mamyrov (KAZ)   | 3 - 7  | Valentin Yordanov (BUL)    |

#### Final
| Brottare 1             | Poäng | Brottare 2              |
| ---------------------- | ----- | ----------------------- |
| Namig Abdullayev (AZE) | 3 - 4 | Valentin Yordanov (BUL) |

### Återkval

#### Omgång 2
| Brottare 1                  | Poäng | Brottare 2              |
| --------------------------- | ----- | ----------------------- |
| Amiran Kardanof (GRE)       | 1 - 3 | Lou Rosselli (USA)      |
| Roman Kollar (SVK)          | 3 - 2 | Carlos Varela (CUB)     |
| Gregory Fitzgerald (AUS)    | TO    | Gregory Woodcroft (CAN) |
| Omar Kedjaouer (ALG)        | 2 - 0 | Víctor Rodríguez (MEX)  |
| Constantin Corduneanu (ROU) |       | Bye                     |

#### Omgång 3
| Brottare 1                  | Poäng  | Brottare 2              |
| --------------------------- | ------ | ----------------------- |
| Constantin Corduneanu (ROU) | 2 - 4  | Lou Rosselli (USA)      |
| Roman Kollar (SVK)          | 3 - 6  | Gregory Woodcroft (CAN) |
| Omar Kedjaouer (ALG)        | TO     | Metin Topaktaş (TUR)    |
| Hideo Sasayama (JPN)        | 12 - 5 | David Legrand (FRA)     |
| Volodymyr Tohuzov (UKR)     | 1 - 2  | Chechenol Mongush (RUS) |

#### Omgång 4
| Brottare 1              | Poäng | Brottare 2              |
| ----------------------- | ----- | ----------------------- |
| Lou Rosselli (USA)      | PA    | Gregory Woodcroft (CAN) |
| Metin Topaktaş (TUR)    | TO    | Hideo Sasayama (JPN)    |
| Chechenol Mongush (RUS) | TO    | Adkham Achilov (UZB)    |

#### Omgång 5
| Brottare 1              | Poäng  | Brottare 2           |
| ----------------------- | ------ | -------------------- |
| Gregory Woodcroft (CAN) | 1 - 13 | Metin Topaktaş (TUR) |
| Chechenol Mongush (RUS) |        | Bye                  |

#### Omgång 6
| Brottare 1                 | Poäng  | Brottare 2              |
| -------------------------- | ------ | ----------------------- |
| Gholamreza Mohammadi (IRI) | 1 - 3  | Chechenol Mongush (RUS) |
| Metin Topaktaş (TUR)       | 5 - 11 | Maulen Mamyrov (KAZ)    |

#### Bronsmatch
| Brottare 1              | Poäng | Brottare 2           |
| ----------------------- | ----- | -------------------- |
| Chechenol Mongush (RUS) | 2 - 3 | Maulen Mamyrov (KAZ) |